# Джордж Шелдон (стрибун у воду)
Джордж Шелдон (англ. George Sheldon, 17 травня 1874 — 25 листопада 1907) — американський стрибун у воду.
Олімпійський чемпіон 1904 року.